# Galina Miszenina
Galina Andriejewna Miszenina (ros. Галина Андреевна Мишенина; ur. 5 sierpnia 1950 w Sołniecznogorsku) – radziecka wioślarka, brązowa medalistka olimpijska z Montrealu (1976).
W 1976 roku wystąpiła na igrzyskach olimpijskich w Montrealu, podczas których wzięła udział w jednej konkurencji – rywalizacji czwórek ze sternikiem. Reprezentantki Związku Radzieckiego (w składzie: Nadieżda Siewostjanowa, Ludmiła Krochina, Galina Miszenina, Anna Pasocha oraz sterniczka Lidija Kryłowa) zdobyły w tej konkurencji brązowy medal olimpijski, uzyskując w finale czas 3:49,38 i przegrywając z osadami z Niemieckiej Republiki Demokratycznej i Bułgarii. 
W 1975 roku wzięła udział w mistrzostwach świata w Nottingham. Zajęła piąte miejsce w ósemkach, uzyskując w finale rezultat 3:23,54.